# NA-129
La NA-129 es una carretera de interés para la Comunidad Foral de Navarra, tiene una longitud de 33,7 km, comunica Los Arcos con Lodosa y Acedo.

## Recorrido
La NA-129 inicia su recorrido en Acedo (Mendaza), y pasando por Los Arcos, termina en Lodosa. 

## Poblaciones y enlaces importantes
| Denominación | Kilómetro | Salida                | Dirección                                               | Carretera             |
| ------------ | --------- | --------------------- | ------------------------------------------------------- | --------------------- |
| NA-129       | 0         |                       | Estella, Zúñiga                                         | NA-132-A              |
| NA-129       | 0         | Travesía de Acedo     | Travesía de Acedo                                       | Travesía de Acedo     |
| NA-129       | 2         |                       | Asarta, Nazar                                           | NA-7203               |
| NA-129       | 3         | Travesía de Mendaza   | Travesía de Mendaza                                     | Travesía de Mendaza   |
| NA-129       | 3         |                       | Mendaza                                                 | NA-7411               |
| NA-129       | 5         |                       | Ubago, Mirafuentes, Otiñano Sorlada, Piedramillera, Oco | NA-7410               |
| NA-129       | 7         | Travesía de Mues      | Travesía de Mues                                        | Travesía de Mues      |
| NA-129       | 11        | Travesía de Los Arcos | Travesía de Los Arcos                                   | Travesía de Los Arcos |
| NA-129       | 12        |                       | Los Arcos                                               | NA-8401               |
| NA-129       | 13        |                       | Estella, Viana                                          | NA-1110               |
| NA-129       | 13        |                       | Viana, Logroño                                          | A-12                  |
| NA-129       | 14        |                       | Estella, Pamplona                                       | A-12                  |
| NA-129       | 14        |                       | Perguita Circuito de Navarra                            |                       |
| NA-129       | 25        |                       | Sesma, Allo, Estella                                    | NA-666                |
| NA-129       | 26        |                       | Cooperativa Los Remedios                                |                       |
| NA-129       | 28        |                       | Sesma                                                   | NA-8404               |
| NA-129       | 33        |                       | Cárcar, Andosilla, Tudela                               | NA-134                |
| NA-129       | 34        |                       | Lodosa, Logroño                                         | NA-8716               |